# Danny Aiello III
Pour les articles homonymes, voir Danny Aiello et Aiello.
Danny Aiello III, né le 27 janvier 1957 dans le Bronx et mort le 1er mai 2010 à Hillsdale, est un cascadeur, réalisateur et acteur de cinéma et de télévision américain.

## Biographie
Il est le fils de l'acteur Danny Aiello.
Daniel Aiello III est décédé d'un cancer du pancréas, à l'âge de 53 ans à Hillsdale, dans le New Jersey, le 1er mai 2010. Il laisse derrière lui son épouse, ses deux filles, ses parents, et trois frères et sœurs. Le premier épisode de la deuxième saison de Royal Pains, "Spasticity", lui a été dédié, comme était le premier épisode de la sixième saison de Rescue Me : Les Héros du 11 septembre, "Héritage".

## Filmographie

### Acteur

#### Cinéma
- 1979 : Les Seigneurs : Baldie
- 1982 : Amityville 2 : Le Possédé : Removal Man 1
- 1984 : Le Meilleur : Emil LaJong
- 1987 : Good Morning, Vietnam : MP #1
- 1987 : Manhattan Loto : Ralph Vigo
- 1990 : Loose Cannons : Grimmer's Man
- 1990 : Miller's Crossing : Cop - Delahanty
- 1990 : Street Hunter (es) : Romano Garde Inside Coffin Factory
- 1990 : Tante Julia et le scribouillard (Tune in Tomorrow...) : Large Albanian Man #2
- 1998 : Jaded : Kurt Arnold
- 2009 : Women Do It Better : Real Estate Broker

#### Courts-métrages
- 2005 : The Paw

#### Télévision

##### Séries télévisées
- 1987 : Les Incorruptibles de Chicago
- 1989 : True Blue (en) : Marty
- 1993 : Tribeca : Precinct Cop
- 2000 : Falcone : Russian Thug #1

##### Téléfilms
- 1990 : Mariage en noir (en) (The Bride in Black) de  James Goldstone : Claude

### Réalisateur

#### Cinéma
- 1999 : 18 Shades of Dust

#### Courts-métrages
- 2010 : Trio

#### Télévision

##### Séries télévisées
- 1994 : Le Retour des Incorruptibles
- 1997-1998 : Dellaventura (en)

### Producteur

#### Cinéma
- 1999 : 18 Shades of Dust
- 2006 : The Last Request (en)

#### Courts-métrages
- 2010 : Trio

### Cascadeur

#### Cinéma
- 1981 : Le Policeman
- 1982 : Fighting Back
- 1984 : Splash
- 1985 : House rap
- 1985 : Key Exchange (en)
- 1986 : L'Affaire Chelsea Deardon (Legal Eagles)
- 1986 : Playing for Keeps
- 1987 : China Girl
- 1987 : Deadly Illusion (en)
- 1987 : Le Secret de mon succès (The Secret of My Success)
- 1987 : Les Enfants de Salem (A Return to Salem's Lot)
- 1987 : Matewan
- 1987 : Orphans
- 1987 : Une chance pas croyable (Outrageous Fortune)
- 1988 : Blue-Jean Cop (Shakedown) de James Glickenhaus
- 1988 : Crimes de sang (en) (Last Rites)
- 1988 : Quand les jumelles s'emmêlent (Big Business)
- 1988 : Spike of Bensonhurst
- 1988 : The In Crowd
- 1989 : Blue Steel
- 1989 : Calendrier meurtrier
- 1989 : Do the Right Thing
- 1989 : Family Business
- 1989 : Haute sécurité
- 1989 : Il était une fois Broadway  (Bloodhounds of Broadway)
- 1989 : Les années copain (Heart of Dixie)
- 1989 : New York Stories
- 1989 : Pas nous, pas nous (See No Evil, Hear No Evil)
- 1989 : S.O.S. fantômes II (Ghostbusters II)
- 1989 : The Lemon Sisters
- 1989 : Une journée de fous (The Dream Team)
- 1989 : White Hot
- 1990 : L'échelle de Jacob (Jacob's Ladder)
- 1990 : Les Anges de la nuit (Birds of Prey)
- 1991 : 29th Street
- 1991 : Hudson Hawk, gentleman et cambrioleur
- 1991 : La manière forte (The Hard Way)
- 1991 : Le Dernier Samaritain (The Last Boy Scout)
- 1991 : New Jack City
- 1991 : Ricochet
- 1992 : Hoffa
- 1992 : Intimes Confessions (Whispers in the Dark)
- 1992 : Le temps d'un week-end (Scent of a Woman)
- 1992 : Mac
- 1992 : Ruby
- 1993 : Le Saint de Manhattan (The Saint of Fort Washington)
- 1993 : Mr. Wonderful
- 1993 : The Pickle
- 1994 : Drop Zone
- 1994 : Nell
- 1995 : Juste cause (Just Cause)
- 1995 : Une journée en enfer - Die Hard 3
- 1996 : Diabolique
- 1996 : La Seconde Chance (The Spitfire Grill)
- 1997 : Cop Land
- 1997 : La Guerre des fées (Faerie Wars)
- 1997 : Lolita
- 1997 : Two Girls and a Guy
- 1997 : Un Indien à New York
- 1998 : Hot Dog
- 1998 : Woo
- 2000 : Coyote Girls
- 2000 : Dinner Rush (en)
- 2001 : Bad Luck!
- 2001 : Escrocs
- 2001 : Kate et Léopold
- 2002 : Arrête-moi si tu peux
- 2002 : Autour de Lucy
- 2002 : Bad Company
- 2002 : Empire
- 2002 : Igby
- 2002 : In America
- 2002 : Père et Flic
- 2002 : Stuart Little 2
- 2002 : Swimfan, la fille de la piscine
- 2002 : The Hours
- 2003 : 21 grammes
- 2003 : Filles de bonne famille
- 2003 : Nola (en)
- 2004 : 30 ans sinon rien
- 2004 : Eternal Sunshine of the Spotless Mind
- 2004 : L'Histoire
- 2004 : Mémoire effacée
- 2004 : Piège de feu
- 2004 : Spartan
- 2004 : Un crime dans la tête
- 2004 : Une journée à New York
- 2005 : Crazy for Love
- 2005 : Rounding First
- 2006 : Le Diable s'habille en Prada
- 2007 : Invasion
- 2007 : Shooter, tireur d'élite
- 2007 : À cœur ouvert
- 2008 : Appelez-moi Dave
- 2008 : Burn After Reading
- 2008 : Laylat El-Baby Doll (en)
- 2008 : Les ombres du passé
- 2008 : Sex and the City: Le film
- 2009 : 12 Rounds
- 2009 : Duplicity
- 2009 : Halloween II
- 2009 : L'attaque du métro 123
- 2009 : The Box
- 2010 : Salt
- 2010 : Sex and the City 2

#### Télévision

##### Séries télévisées
- 1990 : H.E.L.P.
- 1990-2010 : On ne vit qu'une fois
- 1991 : Compte à rebours
- 1992-2007 : New York - Police judiciaire
- 1993 : Tribeca
- 1993-1994 : Le Retour des Incorruptibles
- 2000-2003 : Sex and the City
- 2000-2004 : New York, unité spéciale
- 2001-2002 : The Job
- 2002-2004 : New York, section criminelle
- 2003 : Angels in America
- 2004 : Les Soprano
- 2004-2011 : Rescue me, les héros du 11 septembre
- 2006-2007 : Six Degrees
- 2006-2009 : La force du destin
- 2007 : Dirty Sexy Money
- 2008 : Cashmere Mafia
- 2008 : Dirty Dancing: The Time of Your Life (en)
- 2008-2009 : Life on Mars
- 2009 : Castle
- 2009 : Cupid (en)
- 2009 : The Beautiful Life: TBL
- 2009-2010 : Royal Pains
- 2010 : Blue Bloods
- 2010 : How to Make It in America

##### Téléfilms
- 1988 : Bonnie Lee en cavale (Hostage)
- 1989 : Témoin à tuer (en) (Perfect Witness )
- 1992 : Citizen Cohn
- 1992 : Tribeca Stories
- 2007 : Fort Pit